# Boulangerie modèle
Pour plus de détails, voir Fiche technique et Distribution.
Boulangerie modèle est un film muet français de court métrage réalisé par Georges Méliès, sorti en 1907.

## Fiche technique
- Titre original : Boulangerie modèle
- Titre anglophone (États-Unis) : Bakers in Trouble
- Réalisateur : Georges Méliès
- Scénario : Georges Méliès
- Producteur : Georges Méliès
- Société de production : Star Film
- Société de distribution : Star Film (France), John D. Rock (États-Unis)
- Pays de production :  France
- Langue : film muet avec les intertitres en français
- Métrage : 111 mètres
- Format : Noir et blanc — 35 mm — 1,33:1 — Muet
- Genre : Comédie
- Durée : 3 minutes 40
- Dates de sortie : 
  - France : 1907
  - États-Unis : décembre 1907